# Jaguar XJ220 (videojuego)
Jaguar XJ220 es un videojuego de carreras pseudo 3D lanzado por Core Design para el Amiga en 1992 y el Mega-CD en 1993. El coche presentado es el Jaguar epónimo.
A principios de los noventa, el Jaguar XJ220 era el automóvil producido en serie más rápido de la historia. Core Design adquirió el derecho de construir un juego a su alrededor, en un movimiento para contrarrestar la inmensamente exitosa serie Lotus de Gremlin.

## Jugabilidad
Hay 32 pistas en todo el mundo, con diferentes condiciones de la carretera y condiciones climáticas animadas, como lluvia y niebla en Inglaterra, nieve en Suiza y plantas rodadoras que cruzan la calle en Egipto. Compites con tu Jaguar en un gran premio de constructores, con oponentes que compiten de Porsche, Ferrari y otros fabricantes famosos. Entre carreras, debes reparar el daño que ha sufrido tu coche, lo que consume el dinero del premio. La música de fondo se selecciona a través de un reproductor de CD en el tablero, que también presenta algunas estaciones de radio bastante aburridas.
El juego también se puede jugar en un modo de pantalla dividida para dos jugadores y cuenta con un editor de pistas para cuando te canses de los campos integrados.
Una característica de este juego que era bastante única en ese momento era que podías crear tu propia pista, usando el modo de edición dentro del juego. El juego también presentaba un modo para dos jugadores similar a los juegos de desafío de Lotus.

## Recepción
Jaguar XJ220 recibió buenas críticas. Amiga Action calificó el juego con un 98% y elogió la jugabilidad intuitiva y la inclusión de un editor de pistas. CU Amiga señaló que la cantidad de detalles que hay en el juego lo distingue de otros juegos de carreras. Detalle como opciones, control mediante ratón o joystick, editor de pistas y marchas manuales o automáticas. La revista también destacó la alta calidad del sonido, que incluye un reproductor de CD en el juego con una selección de seis pistas. The One Amiga calificó el juego con un 85% y lo llamó una compra esencial, mejor que su popular competidor Lotus II. La revista dijo que el juego era el mejor juego de carreras estilo arcade disponible.